# John Burpee Mills

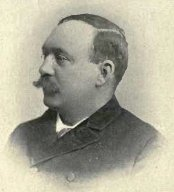
John Burpee Mills.

John Burpee Mills (* 24. Juli 1850 in Granville Ferry, Nova Scotia; † 28. Dezember 1913 in Providence, Rhode Island) war ein kanadischer Rechtsanwalt und Politiker. Er war von 1887 bis 1900 Mitglied des kanadischen Parlaments für den Wahlkreis Annapolis.

## Biografie
John Burpee Mills wurde 1850 im Dorf Granville Ferry in der britischen Kolonie Nova Scotia als Sohn von John Mills und Jane McCormick geboren. Am Acadia College erwarb er 1871 den Bachelor of Arts und 1877 den Master of Arts. Er studierte auch an der Harvard Law School. Nach der Zulassung als Anwalt 1875 wurde er 1890 zum Kronanwalt ernannt. Als Anwalt war er zuerst in Annapolis Royal (Nova Scotia) und später ab 1905 in British Columbia tätig. Außerdem war er Redakteur beim Annapolis Spectator.
Von 1882 bis 1887 war Mills Mitglied des Gemeinderats von Annapolis. Bei der Wahl 1887 wurde er ins kanadische Unterhaus im Wahlkreis Annapolis für die Konservative Partei Kanadas gewählt. Nach den Wiederwahlen 1891 und 1896 wurde er bei der Wahl 1900 besiegt.
Mills war zuerst ab 1878 mit Bessie B. Corbitt und später ab 1896 mit Agnes K. Rose verheiratet. Er starb am 28. Dezember 1913 mit 63 Jahren in Providence im US-Bundesstaat Rhode Island.